# Witoszyn Górny
Witoszyn Górny – wieś w Polsce położona w województwie lubuskim, w powiecie żagańskim, w gminie Wymiarki.
Wieś leży w północnej części Borów Dolnośląskich.
Wieś utworzono 1 stycznia 2018  z niestandaryzowanej części wsi Witoszyn.